# Pedro Tovar

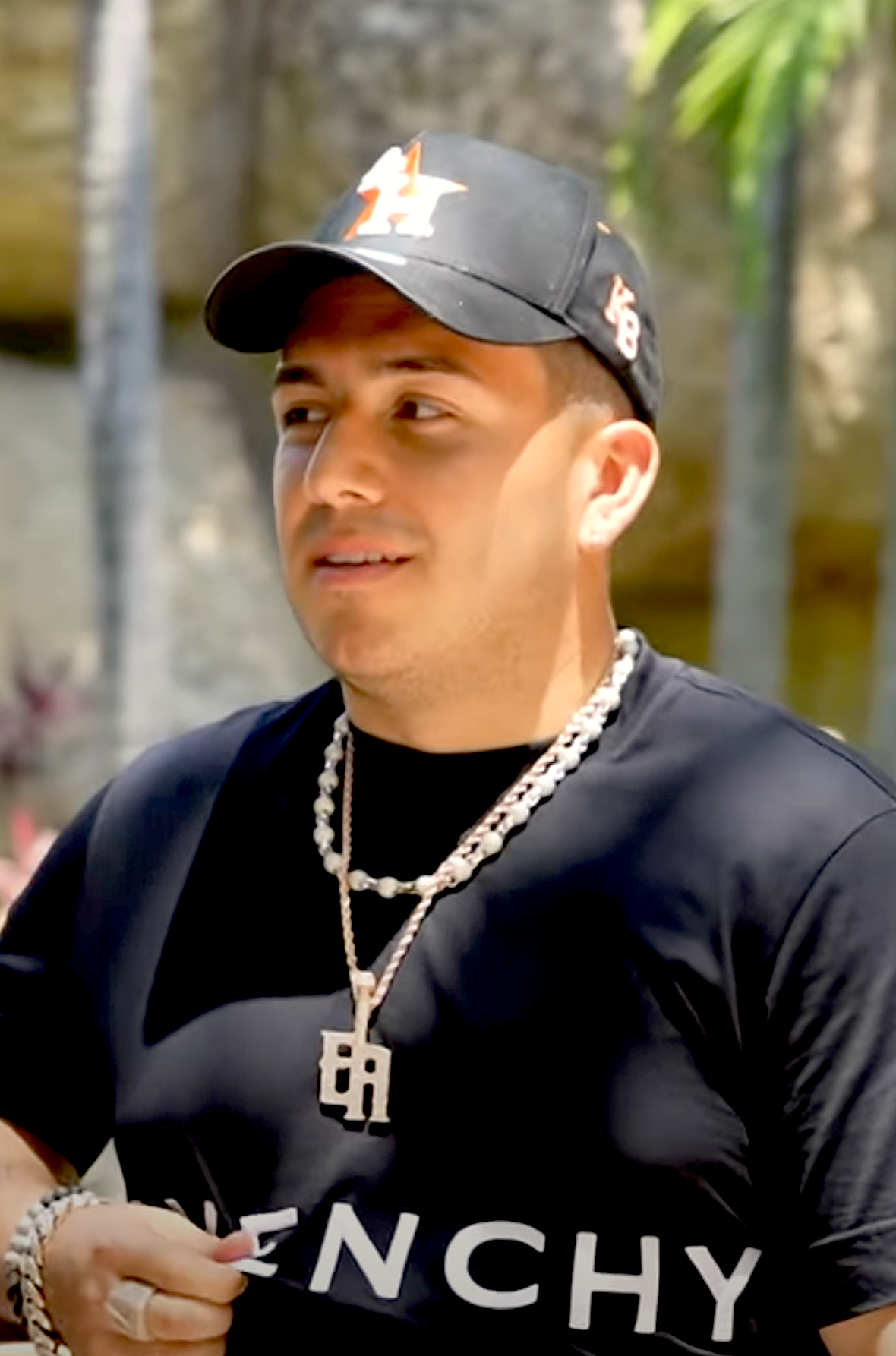

Pedro Ángel Tovar Jr. (Los Ángeles, California, Estados Unidos; 22 de julio de 2002), más conocido como Pedro Tovar, es un rapero y compositor estadounidense de origen mexicano de música regional mexicana especializada en los subgéneros del sierreño sinaloense y el sierreño urbano. En 2017 fundó la agrupación musical Eslabón Armado conformado por Pedro Tovar, Brian Tovar, Damián Pacheco y Ulises González. En 2023 participó en el sencillo «Ella Baila Sola», en colaboración con Peso Pluma.

## Carrera musical
En abril de 2023, Tovar participó en la canción «Ella Baila Sola» junto con el cantante mexicano Peso Pluma, distribuida por el sello discográfico DEL Records, interpretada en el género música regional mexicana. Fue posicionada en la lista global, y en hot 100 de Billboard.

### Grupo musical
El grupo comenzó como un trío en 2017, integrado por los hermanos Pedro y Brian Tovar, junto a su amigo Gabriel Hidalgo. Siendo aún adolescentes, los tres comenzaron a estudiar y tocar música sierreña, así como otros géneros regionales mexicanos como el norteño. Influenciados por la música que escuchaban sus padres, el trío lanzó varios videos de presentaciones en vivo en YouTube y otras plataformas de redes sociales como TikTok, atrayendo la atención de distintos sellos discográficos. El trío fue descubierto más tarde por Ángel del Villar y firmaron con la compañía DEL Records. 
En 2020, lanzaron sus primeros sencillos «Con tus besos» y «La trokita». Ambas canciones ingresaron a la lista Hot Latin Songs, alcanzando los números 15 y 37, respectivamente. Su álbum debut Tu veneno mortal fue lanzado el 6 de abril de 2020.Durante 2020, el trío lanzó dos álbumes más, Vibras de noche el 17 de julio y Corta venas el 18 de diciembre.